# Almagro
För andra betydelser, se Almagro (olika betydelser).
Almagro (spanskt uttal: [alˈmaɣɾo]) är en småstad och kommun i provinsen Ciudad Real i den autonoma regionen Kastilien-La Mancha i centrala Spanien. Staden ligger cirka 21,5 kilometer sydost om Ciudad Real. Kommunen har 9 049 invånare (2024), på en yta av 249,92 km².
Staden är en del av en viktig historisk-artistisk zon (Conjunto Histórico-Artístico). Den är även känd för sin frukt- och vinodling.